# Józef Gigoń
Józef Gigoń (ur. 10 stycznia 1936 w Spytkowicach, zm. 14 listopada 2020 w Warszawie) – polski lotniarz i konstruktor lotni.

## Życiorys
Z sukcesami uprawiał lekkoatletykę i badmintona. Był konstruktorem własnych lotni, które otrzymały oznaczenia JG. Około 1976 wybudował lotnie klasy standard, a w 1979 lotnię JG "Meteor". Z lat 70. XX wieku pochodziła również jego lotnia JG "Rysy". Startując z góry Wdżar koło Kluszkowiec ustanowił pierwsze polskie rekordy: w 1977 rekord wzniesienia się nad poziom startu (1160 m), w 1978 na lotni własnej konstrukcji ustanowił rekord Polski długotrwałości lotu z wynikiem 5 godz. 1 min., zaś w 1980 rekord czasu przelotu wynikiem 8 godz. 20 min.  Był również pierwszym, który dokonał na lotni lotów startując z Rysów, Giewontu oraz Nosala.
Był członkiem Aeroklubu Tatrzańskiego. 
Zmarł 14 listopada 2020 i został pochowany na cmentarzu w Nowym Targu.